# Cape Canaveral Space Force Station Lanceercomplex 40
Cape Canaveral Space Force Station Space Launch Complex 40, ook bekend als SLC-40 en voor 1997 als LC-40, is een operationele lanceerplaats op het Cape Canaveral Space Force Station (CCSFS, het eerdere Cape Canaveral Air Force Station; CCAFS). SLC-40 wordt momenteel aan SpaceX verhuurd, dat er sinds 2010 onbemande en sinds 2024 ook bemande Falcon 9-raketten lanceert. Het is het de drukst bezette lanceercomplex van de wereld. Het ligt ten zuiden van SLC-41, op het noordelijke deel van het CCSFS en is een van de grotere lanceercomplexen aldaar.

## Titan

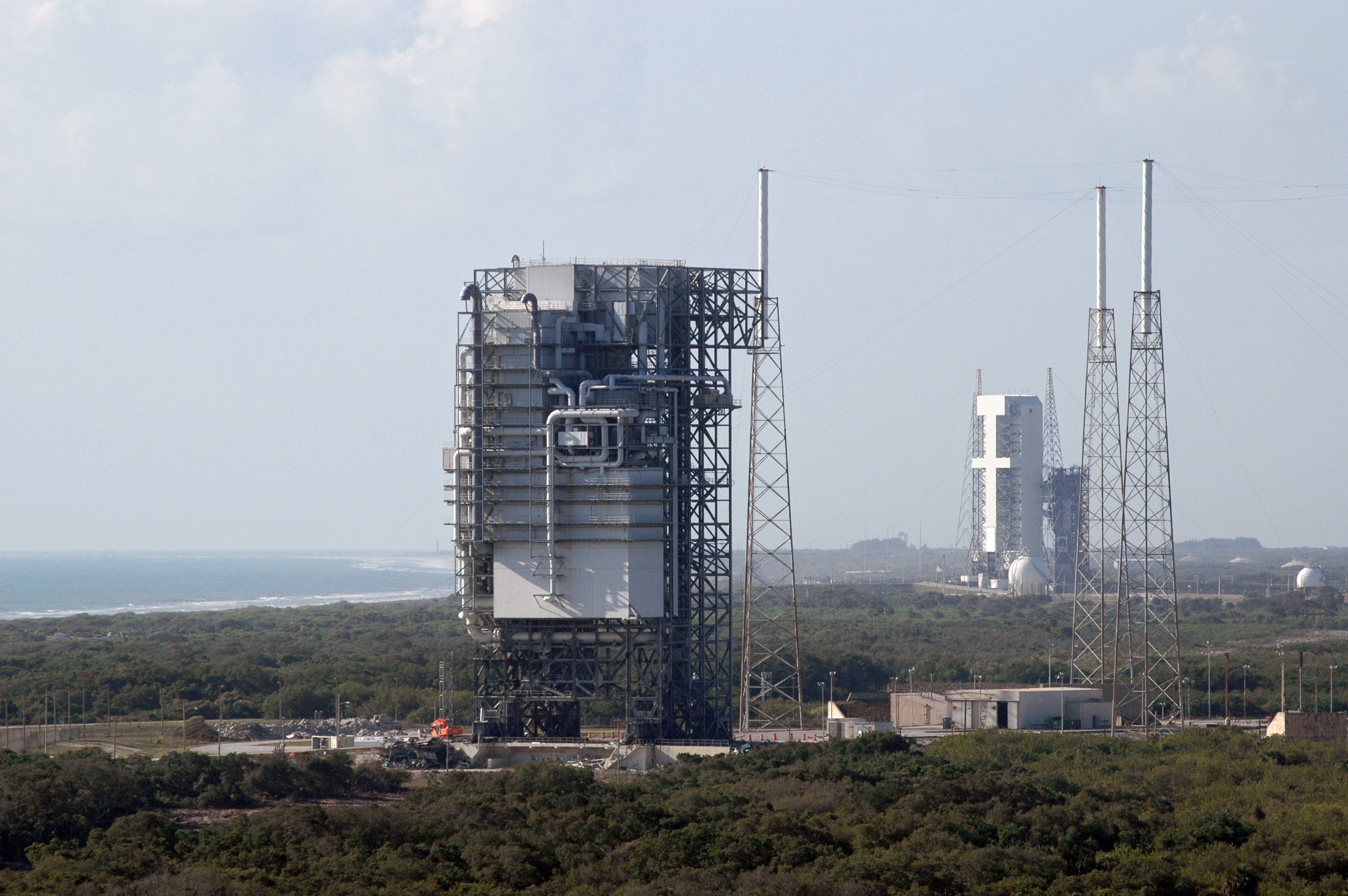
SLC-40 in 1997 ten tijde van de Titan IV-lanceringen. In de achtergrond SLC-37 dat werd klaargemaakt voor het EELV Delta IV dat de functie van de Titan IV overnam.

Het complex werd in 1964 door de United States Air Force aangelegd als onderdeel van het Integrate-Transfer-Launch complex om er vanaf 1965 een aantal configuraties van hun Titan-raketten te lanceren. In totaal lanceerden de Amerikaanse luchtmacht en Titan-fabrikant Martin Marietta er 55 raketten van het type Titan IIIC, Titan 34D, Commercial Titan, Titan IVA en Titan IVB. De laatste van deze lanceringen vond plaats op 30 april 2005. Het betrof de geheime Lacross-5-satelliet die met een Titan IVB werd gelanceerd. 
Hierna werd het complex gestript van alle Titan-gerelateerde infrastructuur en te huur aangeboden voor commercieel gebruik. Alleen de bliksemafleider en de 'flame trench' bleven staan. Die bliksemafleider bestaat uit vier torens waartussen een aantal draden hangen die een kooi van Faraday om de lanceerplaats en te lanceren raket vormen. De raketten worden binnen deze draden gelanceerd.
In 2007 werd het terrein verhuurd aan SpaceX. SpaceX was van plan er hun Falcon 9 te lanceren en in 2008 arriveerden de eerste testartikelen voor tests, waaronder 'static fire tests'.

### Titan-lanceringen vanaf SLC-40
- TitanIIIC-MOL - Titan IIIC, 3 november 1966, een prototype van de militaire Gemini B-capsule en MOL-Massasimulator enige vlucht van het Manned Orbital Labaratory-project.
- Mars Observer - Commercial Titan III/TOS, 25 september 1992
- Cassini-Huygens Titan IV-B, 15 oktober 1997

## Falcon 9
SpaceX lanceert sinds 2010 de Falcon 9 vanaf SLC-40. Hiervoor heeft het een hangar aan de rand van het terrein gebouwd waarin de raketten horizontaal met hun vracht worden geïntegreerd. Vanaf deze zogeheten Horizontal Integration Facillity worden de 70 meter lange raketten horizontaal liggend op de zogenaamde strongback (vertaald: sterke rug) van de transporter-erector naar de lanceerplaats zo'n 150 meter verderop in het midden van het complex gereden. 
Daar aangekomen wordt de strongback met de raket door hydraulische cilinders overeind gezet, waarna de raket op het platform wordt vastgezet en op de systemen wordt aangesloten, de tanks worden gevuld en de lanceringssequentie in werking gaat. Als alle voorwaarden en randvoorwaarden goed zijn kan de raket vertrekken. 
Ongeveer een minuut voor de lancering werd tot 2017 de strongback los van de raket getrokken en zo'n tien graden opzij gekanteld. Er hingen dan nog twee zogenaamde umbilicals (letterlijk vertaald: navelstrengen), die de raket voor lancering van elektriciteit, data en aanvulling van brandstof voorzien, tussen de strongback en de raket. Enkele seconden voor de lancering wordt er een zeer grote hoeveelheid water door de 'flame trench', de geul waarin de vlammen van de raket opzij gebogen worden, gespoten. Deze waterstralen hebben twee functies: koelen en daardoor brand voorkomen en geluid dempen. Op het moment van lancering laten de blokken die de raket vasthouden en de umbilicals los en stijgt de raket op.

### 'Wet-dress-rehearsel'
Enkele dagen voor een geplande lancering wordt de Falcon 9 al eens naar buiten gereden en op het platform gezet. Alle systemen worden dan getest en de tanks gevuld. De eerste trap ondergaat een 'static fire test', waarbij de motoren van de eerste trap even lang branden als tijdens de vlucht zelf. De raket kan vervolgens ook weer met de strongback horizontaal gebracht worden en terug naar de hangar gereden worden. 
De bedoeling van zo'n 'wet-dress-rehearsel' is dat de gehele aftelsequentie getest is en het zo goed als zeker is dat de raket en de lading klaar zijn voor een vlekkeloze lancering. Voor het ongeluk met SpaceX-vlucht Amos-6 werd de Static Fire zo’n twee dagen voor de lancering met de vracht er reeds op gemonteerd uitgevoerd. 
SpaceX biedt de mogelijkheid aan klanten om (o.a. wegens veiligheidsreden) deze 'wet-dress-rehearsel' zonder lading te doen. Dit levert wel een dag extra werk op omdat de raket en lading daarna geïntegreerd moeten worden. Na het Amos 6-ongeluk was de static fire zonder vracht de nieuwe standaard en vond de static fire slechts sporadisch met de neuskegel en vracht plaats. Voor SpaceX’ eigen Starlink-lanceringen wordt de statische start wel met neuskegel en vracht uitgevoerd. 
Sinds 2020 wordt de statische start regelmatig overgeslagen. Het gaat dan om Falcon 9’s met eerste trappen die al enkele vluchten hebben gemaakt waardoor er al voldoende data over de booster beschikbaar is.

### Explosie
Op 1 september 2016 ging het tijdens een 'wet-dress-rehearsal' mis en explodeerde de raket inclusief de zware Amos 6-communicatiesatelliet. Dit was een van de grootste, mogelijk zelfs de grootste Amerikaanse 'on-pad'-raketexplosies ooit.
Als gevolg van de explosie van 1 september 2016 moest een deel van de lanceerinstallatie worden herbouwd. Tot het lanceercomplex was hersteld, werden Falcon 9-lanceringen verplaatst naar LC-39A, dat enkele kilometers noordelijker op het Kennedy Space Center ligt en in februari 2017 gebruiksklaar is geworden. Met de eigenlijke reparatie van SLC-40 werd pas in februari 2017 begonnen nadat het constructieteam van SpaceX LC-39A opgeleverd had. De reparaties werden door dezelfde ploeg uitgevoerd en werden in het najaar van 2017 voltooid. 
Op 5 december 2017 werd voor het eerst sinds de explosie een Falcon 9 op het platform gezet. Een dag later onderging deze een static fire test in voorbereiding op vlucht CRS-13, de eerste vlucht na re-activatie. Die stond gepland voor 12 december 2017 maar werd drie dagen uitgesteld omdat er na afloop van de static fire vuil in de brandstofleidingen werd gevonden en de tanks en leidingen schoongemaakt moesten worden. Dit soort opstartproblemen is bij een nieuwe lanceerinstallatie niet ongebruikelijk. De reparatie en upgrades van SLC-40 heeft SpaceX zo’n 50 miljoen dollar gekost.

#### Verbeteringen na de Amos 6-explosie

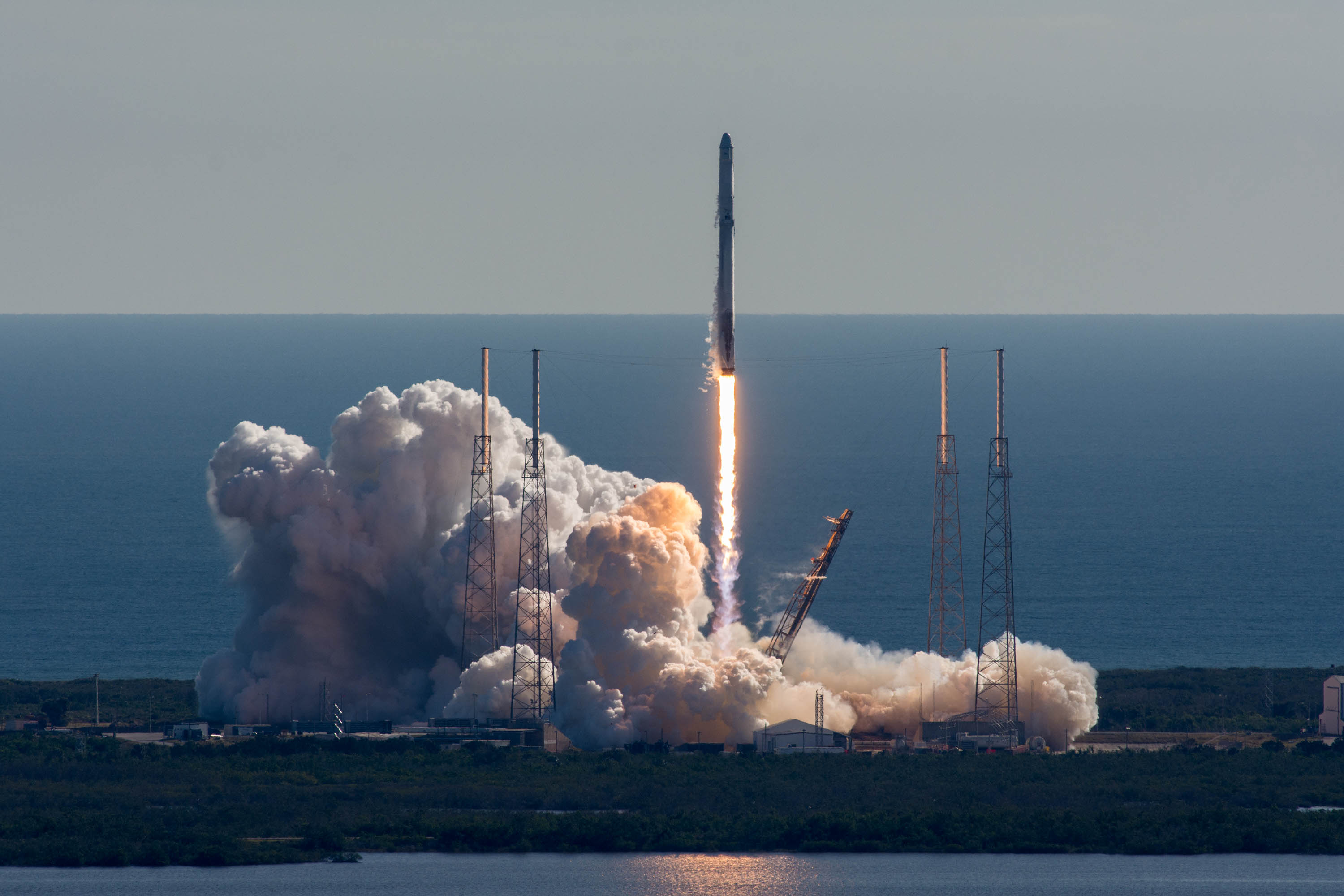
Reactivatievlucht CRS-13. Te zien is dat de nieuwe strongback veel verder weg kantelt dan bij voorgaande lanceringen gebeurde.

Behalve reparaties is SLC-40 ook geüpgraded zodat er in de toekomst een hoger lanceertempo kan worden aangehouden. De Transporter-Erector/Launcher (TEL) voor het herstelde SLC-40 is uitgevoerd met een zogenaamd retraction-frame. Dit houdt in dat de TEL net als op LC-39A gebeurt een minuut voor de lancering maar 1,5 graden weg kantelt en pas op het moment van de lancering veel verder kantelt terwijl deze gelijktijdig enkele meters bij de opstijgende raket vandaan rijdt. 
Voordeel van dit nieuwe retraction frame is dat de umbilicals (voedingslijnen) korter zijn en daardoor een kortere val maken en minder schade veroorzaken. Door het wegrijden komt er ook minder vuur van de raket op de TEL wat ook minder schade oplevert. Dit bespaart SpaceX reparaties en tijd tussen de lanceringen in. Ook zijn de pijpleidingen en de bedrading op en rond het lanceerplatform zoveel mogelijk in vuurbestendige betonconstructies verwerkt zodat het lanceercomplex in de toekomst na een raketexplosie of brand minder tijdrovende reparaties nodig zal hebben.
Tot de Amos 6-explosie waren er 26 Falcon 9's vanaf SLC-40 gelanceerd. Eén daarvan, CRS-7, mislukte volledig (explosie in de vlucht) en één, CRS-1, mislukte deels (secondaire vracht niet goed afgezet door een defecte motor). 
SpaceX dacht dat het aantal lanceringen vanaf SLC-40 zou aantrekken tot twee per maand en het complex is daarvoor ook geschikt. De markt trok echter niet zo snel aan en het gemiddelde lag er in juni 2019 nog op een lancering per maand waarmee het nog steeds het drukst bezette lanceercomplex van de wereld is. Rocket Lab lijkt in de nabije toekomst dat lanceertempo vanaf hun Lanceer Complex 1 in Nieuw-Zeeland ook te gaan halen. Anno 2022 ligt het aantal lanceringen vanaf SLC-40 op 2 à 3 per maand. Hierin speelt de opbouw van het Starlink-netwerk een grote rol.

### Bouw toegangtoren voor ruimtecapsule
Op 13 juni 2022 kwam naar buiten dat SpaceX overwoog  SLC-40 bruikbaar te maken voor al dan niet bemande Dragon 2-lanceringen. Doordat SpaceX op LC-39A ook de nieuwe Starship-raketten wil gaan lanceren is er een groter risico op schade aan de lanceerinstallatie voor Falcon-raketten daar. NASA had SpaceX daarom om een back-up-plan gevraagd zodat deze voor NASA essentiële missies ook na een probleem op LC-39A doorgang kunnen vinden. De aanpassing behelst de komst van een toegangstoren voor astronauten en late loading. Op 26 september 2022 gaf Bill Gerstenmaier van SpaceX aan dat een deel van de hardware hiervoor al in productie was. Eind januari 2023 was begonnen met de aanleg van de fundering voor de toegangstoren. In de zomer van 2023 werden de delen van de toren op SpaceX productie terrein aan Roberts road geconstrueerd. Het eerste (onderste) torensegment werd op 6 september naar Complex 40 overgebracht en het bovenste op 15 oktober. Op 6 november werd de toegangsarm aan de toren bevestigd. Op 21 maart werd de eerste Dragon 2, missie SpX-CRS-30, vanaf complex 40 gelanceerd. Op 28 september 2024 werd met SpaceX Crew-9 de eerste bemande lancering vanaf dit complex uitgevoerd.

### Landingsplaats Falcon-boosters
Op 1 januari 2025 werd uit een vergunning aanvraag duidelijk dat SpaceX plannen heeft om bij zowel Complex LC-39A als Complex SLC-40 een landingsplaats voor Falcon-boosters te bouwen. In 2023 werd het nieuwe leasecontract voor Cape Canaveral complex SLC-13 waar SpaceX Landing Zones 1 & 2 had aan twee andere bedrijven toegewezen. Zodra die er hun activiteiten gaan ontplooien kan SpaceX het niet meer gebruiken. De nieuwe landingsplaatsen  zullen LZ-1 & 2 vervangen.

### Falcon 9-lanceringen vanaf SLC-40
- COTS-2 - 22 mei 2012, tweede testvlucht van een Dragon. Eerste keer dat een commercieel ruimtevaartuig bij het ISS aanmeerde.
- Diverse onbemande ISS-bevoorradingsvluchten onder NASA's Commercial Resupply Services-programma met Dragon-ruimtevrachtschepen tussen 2012 en 2020. De eind 2020 in gebruik genomen Cargo Dragon worden in eerste instantie alleen vanaf LC-39A gelanceerd. Maar wanneer de toegangstoren gereed is kunnen Cargo Dragons ook van SLC-40 worden gelanceerd.
- Deep Space Climate Observatory (DSCOVR) - NOAA, 11 februari 2015
- Zuma - Northrop Grumman, 8 januari 2018. Geheime overheidssatelliet die de gemoederen bezig hield omdat niemand weet wat de satelliet doet en deze volgens geruchten direct na de lancering verloren ging. Of dit ook zo is is niet duidelijk. Wel is duidelijk dat de Falcon 9 foutloos zijn missie uitvoerde.
- TESS-ruimtetelescoop - 18 april 2018
- Beresjiet - de eerste private maanlander ooit gelanceerd - 22 februari 2019
- SpaceX Crew-9 - 28 september 2024

## Trivia
- SLC-40 was ook de locatie waar SpaceX op 6 mei 2015 de pad abort test van de Dragon 2-ruimtecapsule uitvoerde. Dit gebeurde met de DragonFly, een testuitvoering van de Dragon 2. Daarvoor moest een aantal ondersteuningssystemen voor de Falcon 9 tijdelijk worden verwijderd.
- Tussen Falcon 9-lanceringen Starlink 4-14 en Starlink 4-16 in april 2022 zaten zeven dagen, drie uur en 36 minuten. Dat is de kortste tijd tussen twee lanceringen op dit platform.